# Maureen Connolly
Pour les articles homonymes, voir Connolly.
 (février 2021).
Si vous disposez d'ouvrages ou d'articles de référence ou si vous connaissez des sites web de qualité traitant du thème abordé ici, merci de compléter l'article en donnant les références utiles à sa vérifiabilité et en les liant à la section « Notes et références ».
Maureen Catherine Connolly épouse Brinker (née le 17 septembre 1934 à San Diego, Californie – morte le 21 juin 1969 à Dallas, Texas) est une joueuse de tennis américaine, dont la carrière s'étend de 1949 à 1954. Elle a remporté douze titres du Grand Chelem, dont neuf en simple dames, deux en double, et un en double mixte. Elle possède la particularité de n'avoir jamais perdu les finales qu'elle a disputées en Grand Chelem en simple dames.
Prodige du tennis, celle que les Américains surnomment « Little Mo » s'impose à l'US Open 1951 à l'âge de 16 ans. Victorieuse de Wimbledon et de l'US Open en 1952, Connolly s'empare du titre à l'Open d'Australie et à Roland-Garros l'année suivante, devenant la première joueuse à réaliser un Grand Chelem à cheval sur deux saisons. En conservant ses titres à Londres et aux États-Unis, elle devient surtout la première joueuse de tennis à accomplir le Grand Chelem calendaire, une performance égalée par Margaret Smith Court en 1970, puis par Steffi Graf en 1988. Elle sera désignée no 1 mondiale à l'issue de cette saison. Connolly est de fait la première joueuse de l'histoire à avoir remporté six titres du Grand Chelem consécutivement, avant Smith Court et Martina Navrátilová.
Victime d'un accident d'équitation, elle interrompt sa carrière en 1954, et meurt en 1969. Elle fait son entrée au International Tennis Hall of Fame cette même année.

## Biographie
Enfant sportive, Maureen Connolly se passionne pour l'équitation. Comme sa mère n'a pas les moyens de lui payer ses leçons, elle se tourne très vite vers le tennis.
Gauchère contrariée, elle est dotée d'une force naturelle et d'une précision inouïes pour l'époque, elle révèle vite ses talents : dès 1949, à quatorze ans, elle remporte cinquante-six matchs de tennis consécutifs.
- 1949 et 1950 : elle est championne junior des États-Unis (moins de dix-huit ans) à la fois en simple et en double.
- 1951 : à seize ans, elle devient la plus jeune gagnante des Internationaux des États-Unis en battant Shirley Fry en finale. Les médias américains font immédiatement de « Little Mo » leur coqueluche.
- 1952 : elle remporte Wimbledon et défend avec succès son titre à New York.
- 1953 : elle prend un nouvel entraîneur, Harry Hopman. Après avoir décroché les Internationaux d'Australie, elle réalise le premier Grand Chelem féminin de l'histoire du tennis alors qu'elle n'a pas encore 19 ans. Son bilan pour cette année est simplement phénoménal. Elle remporte 12 tournois, 61 matchs gagnés pour seulement deux défaites (battue par Doris Hart à Rome en finale et Shirley Fry Irvin au Pacific Southwest à Los Angeles en demi-finale).
- 1954 : elle remporte encore Roland-Garros et Wimbledon. Le 20 juillet, deux semaines seulement après son troisième titre londonien, un camion la renverse tandis qu'elle se promène à cheval. Sa jambe abîmée, elle se voit obligée de mettre un terme à sa brillante carrière : elle n'a pas vingt ans.

Elle se marie avec Norman E. Brinker en 1955, a deux enfants. À Dallas, elle ouvre la Maureen Connolly Brinker Foundation, afin de promouvoir le tennis auprès des jeunes. On lui diagnostique un cancer de l'ovaire en 1966. Elle meurt trois ans plus tard à l'âge de 34 ans.

## Palmarès (partiel)

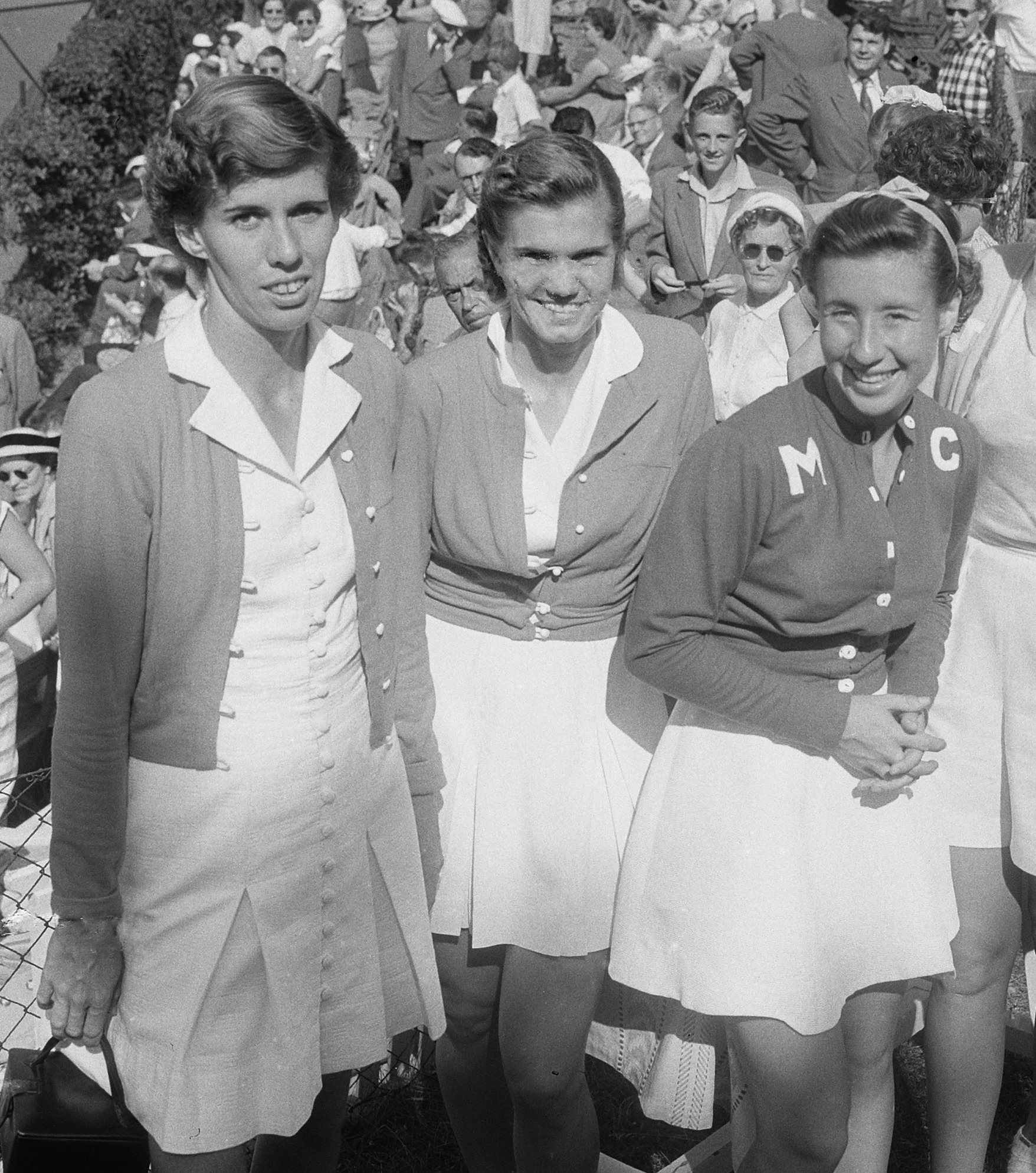
Doris Hart, Shirley Fry Irvin et Maureen Connolly en 1953.

## Parcours en Grand Chelem (partiel)
Note : Si l’expression « Grand Chelem » désigne classiquement les quatre tournois les plus importants de l’histoire du tennis, elle n'est utilisée pour la première fois qu'en 1933, et n'acquiert la plénitude de son sens que peu à peu à partir des années 1950.